# Nicola De Falco
Nicola De Falco (Taranto, 4 agosto 1910 – ...) è stato un politico italiano.
Di professione impiegato, esponente del Partito Comunista Italiano in Puglia, fu sindaco di Taranto dal 1951 al 1956 e senatore della Repubblica dal 1968 al 1976 nella V e VI legislatura.